# 阿诺尔·阿特拉松
阿诺尔·阿特拉松（1984年7月23日—），冰岛男子手球运动员。他曾代表冰岛国家队参加2008年和2012年夏季奥林匹克运动会手球比赛，其中2008年奥运会获得一枚银牌。